# Diecezja mukaczewska
Diecezja mukaczewska (łac. Dioecesis Munkacsiensis Latinorum) – diecezja rzymskokatolicka na Ukrainie. 
Wchodzi w skład metropolii lwowskiej.

## Historia
- - 14 sierpnia 1993 r. powstaje Administratura Apostolska Zakarpacia z części rumuńskiej diecezji Satu Mare
  - Jej administratorem zostaje węgierski franciszkanin Antal Majnek
  - 27 marca 2002 r. Administratura zostaje podniesiona do rangi diecezji
  - Antal Majnek zostaje pierwszym ordynariuszem nowo powstałej diecezji.

## Kościół katedralny
- Katedra św. Marcina z Tours w Mukaczewie

## Dane statystyczne
Obszar diecezji zamieszkuje ok. 53.000 rzymskich katolików. Na terenie diecezji znajduje się 49 parafii, w których łącznie pracuje 27 księży. (dane na 2003 r.)
Jurysdykcja diecezji mukaczewskiej obejmuje struktury Kościoła rzymskokatolickiego w obwodzie zakarpackim.

## Biskupi

### Biskup diecezjalny
- bp Mykoła Petro Łuczok – (od 2023)

### Biskup senior
- bp Antal Majnek – biskup diecezjalny mukaczewski w latach 2002–2022, senior od 2022